# Hành chính Việt Nam thời Tiền Lý và Triệu Việt Vương
Hành chính Việt Nam thời Tiền Lý và Triệu Việt Vương phản ánh bộ máy chính quyền trung ương và địa phương thời kỳ này trong lịch sử Việt Nam, kéo dài từ năm 541 và kết thúc năm 602, cùng sự tồn tại của nước Vạn Xuân.

## Chính quyền trung ương
Sau khi đánh đuổi quân Lương về nước và đánh tan quân Lâm Ấp xâm lấn ở phía nam, Lý Bí lên ngôi hoàng đế, lập ra nhà Tiền Lý. Sử sách ghi chép rất sơ lược về bộ máy triều đình của Lý Nam Đế. Các bộ chính sử như Đại Việt sử ký toàn thư và Khâm định Việt sử Thông giám cương mục ghi chép việc này vào năm 544 như sau:
Lý Bí tự xưng là Nam Việt Đế, đặt niên hiệu Thiên Đức, lập trăm quan, dựng quốc hiệu là Vạn Xuân, dựng điện Vạn Thọ làm nơi triều hội, lấy Triệu Túc làm Thái phó, Tinh Thiều đứng đầu tướng văn, Phạm Tu đứng đầu tướng võ.
Ngoài những vị tướng cao cấp trong triều đình được sử sách nhắc tới, còn một số nhân vật khác như Lý Thiên Bảo – anh Lý Nam Đế, Lý Phật Tử - cháu Lý Nam Đế và Tả tướng quân Triệu Quang Phục – con thái phó Triệu Túc. Không rõ bộ máy trăm quan trong triều đình nhà Tiền Lý ra sao.
Lý Nam Đế cho xây thành ở cửa sông Tô Lịch làm kinh đô. Nhưng sử sách vẫn ghi kinh đô đóng tại thành Long Biên.
Triệu Việt Vương sau một thời gian đóng đô ở Long Biên đổi sang đóng đô tại Vũ Ninh.
Cùng thời gian, Lý Thiên Bảo và Lý Phật tử cát cứ tại Dã Năng. Năm 571, Lý Phật tử đánh bại Triệu Việt Vương làm vua cả nước. Không rõ bộ máy của Triệu Việt Vương, Đào Lang Vương. Trong chính quyền Hậu Lý Phật tử có một số tướng lĩnh như Lý Đại Quyền, Lý Phổ Đỉnh, nhưng cũng không rõ tổ chức ra sao.

## Chính quyền địa phương

Bản đồ các đơn vị hành chính Việt Nam thời Tiền Lý và Triệu Việt Vương.

Nhà Tiền Lý cơ bản kế thừa các sơ sở hành chính của nhà Lương, không có sự xáo trộn, sắp đặt mới. Các đơn vị hành chính thời Tiền Lý gồm có:
- Quận Giao Chỉ (gồm khu vực huyện Gia Bình tình Bắc Binh, vùng Hải Dương, ở giữa sông Thái Bình và sông Hồng, miền Thái Nguyên, Lạng Sơn, Cao Bằng, thêm Khâm châu, tỉnh Quảng Tây, Trung Quốc), gồm các huyện: Long Biên, Câu Lậu, Vọng Hải, Luy Lâu, Tây Vu, Vũ Ninh, Chu Diên, Khúc Dương, An Định, Nam Định
- Quận Tống Bình được xác định là phía nam sông Hồng và sông Đuống, gồm trung tâm Hà Nội và các huyện Hoài Đức, Thường Tín (Hà Nội), Thuận Thành (Bắc Ninh), Khoái Châu (Hưng Yên), gồm các huyện: Quốc Xương, Nghĩa Hoài, Tuy Ninh
- Quận Vũ Bình được xác định vị trí gồm phía nam Vĩnh Phúc ở tả ngạn sông Hồng, gồm các quận, huyện Đông Anh, Hà Đông, Thạch Thất, Ứng Hòa, Chương Mỹ, Mỹ Đức, Thanh Oai (Hà Nội), các huyện Kim Bảng, Duy Tiên tỉnh Hà Nam, các huyện Kỳ Sơn, Lương Sơn tỉnh Hòa Bình, gồm các huyện Vũ Hưng, Căn Ninh, Vũ Định, Phong Khê, Bình Đại, Nam Di.
- Quận Tân Xương được xác định vị trí ở vùng tương đương hiện nay bao gồm: huyện Mê Linh (Hà Nội), phía bắc thị xã Sơn Tây (Hà Nội), tỉnh Vĩnh Phúc, tỉnh Phú Thọ và tỉnh Yên Bái[6]; đương thời gồm các huyện: Phạm Tín, Gia Hưng, Ngô Định, Phong Sơn, Lâm Tây, Tây Đạo, Tân Đạo, Tân Hóa. Năm 546, Lý Nam Đế đã rút vào quận này để tổ chức lại lực lượng phản công Trần Bá Tiên[1].
- Quận Ninh Hải gồm 3 huyện An Bình, Hải Bình, Ngọc Sơn ( vẫn chưa rõ, có thể nằm ở Khâm Châu Trung Quốc hiện nay).
- Hoàng châu tương đương vùng bờ biển Bắc Bộ thuộc vịnh Hạ Long
- Ái châu (tức quận Cửu Chân cũ) gồm các huyện: Tư Phố, Di Phong, Trạm Ngô, Kiến Sơ, Thường Lạc, Cao An, Phù Lạc, Tùng Nguyên, Quân An, Vũ Ninh, Cát Lung.
- Đức châu tương đương tỉnh Nghệ An, gồm các huyện Cửu Đức, Hàm Hoan, Nam Lăng, Phố Dương, Tây An, Phù Linh, Khúc Tư, Đô Hào, Tống Thái, Tống Xương, Hy Bình
- Lợi châu tương đương với huyện Hương Sơn tỉnh Hà Tĩnh, không rõ gồm những huyện nào
- Minh châu được xác định vị trí tương đương huyện Thạch Hà, tỉnh Hà Tĩnh, không rõ gồm những huyện nào.